# 魏集镇 (睢宁县)
魏集镇，是中华人民共和国江苏省徐州市睢宁县下辖的一个乡镇级行政单位。

## 行政区划
魏集镇下辖以下地区：
陶河社区、叶场社区、浦棠社区、王圩社区、双楼村、夏楼村、白湖村、马王村、王行村、伙房村、乔单村、东朱村、姜庄村、荣苗村、张行村、夏庄村、张庄村、大桥村、韩坝村、草庙村、瓦房村、张铺村、新工村、徐庄村、戴庄村、卢营村和陆圩村。